# Problepsis digammata
Problepsis digammata là một loài bướm đêm trong họ Geometridae.